# Heterischnus coxator
Heterischnus coxator är en stekelart som först beskrevs av Thomson 1891.  Heterischnus coxator ingår i släktet Heterischnus och familjen brokparasitsteklar. Inga underarter finns listade i Catalogue of Life.